# Mzbel
Belinda Nana Ekua Amoah (sinh ngày 26 tháng 12 năm 1979), thường được biết đến với tên Mzbel, là một nghệ sĩ Hiplife người Ghana và là một trong những ca sĩ nổi tiếng nhất ở Accra, Ghana. Được biết đến với những đặc điểm gây tranh cãi của mình, Mzbel luôn chơi nhạc gây tranh cãi và theo dõi nó với những bình luận gây tranh cãi chắc chắn sẽ khiến người hâm mộ của bà nói. Nữ ca sĩ đang trong chương trình 'Phục hồi với Stacy', nơi bà đưa ra tuyên bố khiến người dẫn chương trình lúng túng. Theo cô, bà không tin vào người đàn ông được mô phỏng là người sáng lập Cơ đốc giáo, vì theo nghiên cứu của cô, anh ta có thể đã bịa ra. Đáp lại 'bạn có tin vào Chúa Giê-su không?' bà ấy trả lời, tôi không muốn giẫm lên chân ai. Tôi đã từng tin vào nó nhưng tôi đã tự nghiên cứu và tôi nghĩ nó đã được tạo nên. Tôi có thể sai. Câu chuyện tương tự 5.000 năm trước đã xảy ra ở Ai Cập.

## Tuổi thơ và giáo dục
Amoah được sinh ra vào ngày đấm bốc, ngày 26 tháng 12 năm 1979, với Albert A. Amoah, một kỹ sư và Agnes Nyarko. Bà là người con cuối cùng trong bảy người con gái.
Lớn lên ở James Town, bà theo học tại các trường dự bị trí tuệ của Chúa, và tiếp tục đến JHS của Korle Gonno 1 và Owusu Mills tại Mamprobi [một vùng ngoại ô của Accra] cho Giáo dục trung học cơ sở của cô. tuổi teen vì đó là chuẩn mực trong Jamestown 
Mzbel sau đó tiếp tục theo đuổi giáo dục trung học tại trường cao đẳng quốc gia Abuakwa. Bà học chuyên ngành Nghệ thuật tổng hợp về Kinh tế, Địa lý và Tiếng Pháp. Sau đó, bà nộp đơn vào học tại Học viện Ngôn ngữ Ghana và được đào tạo để trở thành một thư ký song ngữ
Khi còn ở học viện, bà đã nhận được sự thật rằng Trường Hướng dẫn Manifold đang cung cấp khóa học một năm về Sản xuất Truyền hình và đăng ký, kết hợp với khóa học của bà tại Viện Ngôn ngữ, và nghiên cứu Quan hệ Công chúng, Sản xuất TV & Radio.

## Sự nghiệp âm nhạc
Sau khóa học của bà tại GIL và một thời gian ngắn với Manifold Tutorial College, bà đã kiếm được một vị trí thực tập với GBC Radio 1 nơi bà đã tổ chức một chương trình dành cho trẻ em là Mmofra kyepemem. Từ GBC Radio 1, bà đã tham gia Groove FM, [bây giờ là Adom FM], với tư cách là một thực tập sinh và đồng tổ chức một chương trình tập trung vào trẻ em có tựa đề 'Kids on Groove'.
Haven đã làm việc với Groove FM một thời gian, việc theo đuổi vòng nguyệt quế cao hơn đã đưa Mzbel đến TV3 với tư cách là trợ lý sản xuất cho một trong những chương trình dành cho giới trẻ của đài được gọi là Goldblast. Bà cũng từng làm quản lý sàn cho cùng và cũng là trợ lý sản xuất cho một chương trình khác "Talking Drum".
Vào năm 2002, Mzbel có cơ hội hợp tác với Hush Hush Studios, lúc đó đã xuất hiện như một công ty sản xuất mới. Khi ở Hush Hush, đôi khi bà sẽ được yêu cầu vào phòng thu, và khi các kỹ thuật viên chơi nhạc cụ của họ, bà đã hát theo, những bài hát bà đã tạo ra. Đây là những bài hát bà thường tự hát mà không có ý định nghiêm túc theo đuổi sự nghiệp âm nhạc. Khi làm việc bán thời gian tại Hush Hush Studios, bà đã đảm bảo một công việc khác, tại Metro TV với tư cách là biên tập video kỹ thuật số duy nhất và cũng là nhà sản xuất cho 'Smash TV', một chương trình giải trí cuối tuần.
Từ Metro TV, bà được Apex Advertising tuyển dụng làm biên tập viên video và quản lý sản xuất. Bà đã phải kết hợp Âm nhạc và vai trò công việc của mình tại Apex, và khi bà thấy hai người đòi hỏi quá mức, Mzbel đã chọn cho âm nhạc toàn bộ sự chú ý của cô. Theo thời gian, bà đã bị chỉ trích vì lựa chọn trang phục được mô tả là "gợi cảm" hoặc "sơ sài". nói theo cách riêng của mình, Mzbel tin tuy nhiên là một nghệ sĩ, bạn phải trông thật độc đáo. Bà luôn có tham vọng trở thành nguồn cảm hứng cho những người được đặc quyền và có thể giúp đỡ những người thất bại.

## Quay phim
| Năm  | Tựa đề | Đạo diễn | Tham khảo |
| ---- | --- | -------- | --------- |
| 2016 | data-sort-value="" style="background: var(--background-color-interactive, #ececec); color: var(--color-base, inherit); vertical-align: middle; text-align: center; " class="table-na" \| — | [ 7 ]    |           |
| 2017 | data-sort-value="" style="background: var(--background-color-interactive, #ececec); color: var(--color-base, inherit); vertical-align: middle; text-align: center; " class="table-na" \| — | [ 8 ]    |           |
| 2017 | data-sort-value="" style="background: var(--background-color-interactive, #ececec); color: var(--color-base, inherit); vertical-align: middle; text-align: center; " class="table-na" \| — | [ 9 ]    |           |